# Mundo Cristiano
Mundo Cristiano es una revista mensual española de tipo familiar, con información general, y de ideario cristiano.

## Historia
La revista fue fundada en Madrid en febrero de 1963 por el periodista Javier Ayesta y el sacerdote Jesús Urteaga. El objetivo de la revista, según sus creadores, es informar, formar y entretener, con inspiración cristiana, sobre cuestiones de actualidad que puedan interesar a cualquier familia. Pertenece a Ediciones Palabra.
Jesús Urteaga ejerció como director único de la revista desde su fundación en 1963 hasta 1971.  A partir de ese año y hasta 1993, le ayudaron a dirigir la revista otros periodistas: Jesús María Zuloaga (1971-73); José Antonio Vidal-Quadras—hasta 1983, José Luis Cebrián (1985-88), Rosa María Navarro (1988-93).  Desde 1993 y hasta su fallecimiento en 2009 figuró como director-fundador; escribía en ella, además, la columna de opinión Escribe Jesús Urteaga.  Al frente de la revista se han sucedido los periodistas Jorge Molinero (hasta 1994), Miguel Castellví (1996), José Joaquín Iriarte, quien ejerció seis años hasta su jubilación, Darío Chimeno (2002-2018) y José María Navalpotro (desde 2018).
De periodicidad mensual, ha contado entre sus redactores y colaboradores a autores como Miguel Ángel Velasco Puente, quien fue subdirector, Pilar Urbano, Pilar Cambra, Ramón Pi, José Luis Olaizola, Rosa Mª Echevarría, Alejandro Fernández Pombo, José Luis Restán, Enrique Monasterio, José Luis Requero y José Iribas.
Ha obtenido el Premio "¡Bravo!" de la Comisión de Medios de la Conferencia Episcopal Española en el año 2000 (en la persona de su director José Joaquín Iriarte) y en 2013. En el acta del premio se explicaba: "El 18 de diciembre de 2013, se concedió a la revista el Premio ¡Bravo! categoría de Prensa, otorgado por la Comisión Episcopal de Medios de Comunicación de la Conferencia Episcopal Española. Decía el acta: "Esta revista mensual, elaborada por periodistas y colaboradores comprometidos con la vida cristiana, atrae cada mes la atención de familias, profesionales laicos o religiosos, que reconocen la aportación de la óptica cristiana en la educación, la familia, la solidaridad, y el ocio, en el transcurso diario de sus vidas como personas corrientes con una fe católica que no esconden, con la longeva receta periodística de informar, formar y entretener".
El 5 de enero de 2024, la redacción de la revista, integrada en ese momento por José María Navalpotro como director, Nicolás Sangrador, Paula Martín y Paloma Alonso, fue recibida por el papa Francisco con motivo del 60º aniversario de Mundo Cristiano, como culminación de diferentes actos conmemorativos, como un número especial, una peregrinación a Tierra Santa y una cena solidaria.
En agosto de 2024, la revista renovó su mancheta —unificando el tamaño de las palabras "Mundo" y "Cristiano"—; e incorporando la revista Hacer Familia.

## Contenido
Su contenido incluye reportajes sociales (cuidados paliativos, cristianos perseguidos, trasplantes en España, futuro de las pensiones...); entrevistas con personajes de actualidad y del deporte (Vicente del Bosque, Jordan Peterson, Inma Shara, Jesús Posada, Marc Coma, Antonio López, Mark Wahlberg...); actividad de la Iglesia y del Papa (Jornadas Mundiales de la Juventud y otras), temas de solidaridad e interés humano, cultura, crítica de libros, cine, series y juegos en familia.

## Difusión
En la década de 1970, fue la revista que más suscriptores alcanzaba en España. A principios del s. xxi, sus cifras de difusión eran controladas por la OJD. En 2005, Mundo Cristiano destacaba entre los periódicos mensuales con mayor venta vía suscripción del país, con un 88%.  En 2013, su difusión mensual era de 215 000 copias impresas; carecía de presencia en internet.